# Akademie věd České republiky
Akademie věd České republiky (zkratka AV ČR) je organizační složkou státu, její činnost je financována ze státního rozpočtu České republiky. Akademie věd zřizuje jménem České republiky pracoviště jako veřejné výzkumné instituce. Hlavním posláním Akademie věd ČR a jejích pracovišť je uskutečňovat kvalitní vědecký výzkum. Její orgány a činnost jsou rámcově vymezeny zákonem č. 283/1992 Sb., o Akademii věd České republiky, podrobněji jsou určeny stanovami Akademie věd České republiky.

## Historie
Akademie věd České republiky byla ustanovena v roce 1992 rozhodnutím České národní rady jako nástupnická organizace Československé akademie věd (ČSAV). V současnosti představuje hlavní veřejnoprávní instituci zabývající se základním výzkumem v Česku a pracuje v ní asi 12 tisíc zaměstnanců, z nichž přes 7 tisíc má univerzitní vzdělání.
AV ČR ideově navazuje na činnost těchto institucí:
- Královská česká společnost nauk (1784–1952)
- Česká akademie věd a umění (1890–1952)
- Československá akademie věd (ČSAV) (1952–1992)

Nejstarší předchůdkyní Akademie věd ČR byla Královská česká společnost nauk (1784–1952). Mezi její zakladatele patřili filolog Josef Dobrovský, historik Gelasius Dobner či matematik a zakladatel pražské univerzitní hvězdárny Joseph Stepling. V čele později stál například historik František Palacký. V 19. století si udržovala dvojjazyčný charakter (oficiálně se užívaly němčina i čeština). Vlastenecky naladěné české kruhy proto usilovaly, aby vznikla jazykově česká akademie, což se jim nakonec podařilo prosadit. Jednání inicioval stavitel Josef Hlávka (1831–1908), který budoucí akademii věnoval 200 tisíc zlatých.
Založení České akademie císaře Františka Josefa pro vědy, slovesnost a umění schválil 9. října 1888 Český zemský sněm. Jeho usnesení však vstoupilo v platnost až poté, co zřízení akademie povolil a její stanovy schválil císař František Josef I. 23. ledna 1890. Instituce sídlila v nově postavené budově Národního muzea v čele Václavského náměstí, činnost zahájila 18. května 1891.
Výrazné změny čekaly akademii po vzniku Československé republiky. Dne 10. listopadu 1918 se přejmenovala na Českou akademii věd a umění (ČAVU). Od roku 1923 se řádné členství otevřelo i pro ženy (první členkou byla zvolena spisovatelka Eliška Krásnohorská). Některé odborné útvary ČAVU začaly přerůstat ve vědecké ústavy (Ústav pro jazyk český, Ústav pro nukleární fyziku, Badatelský ústav matematický, Ústav pro českou literaturu aj.). Dalších sedm tzv. ústředních vědeckých ústavů (biologický, chemický, fyzikální, geologický, matematický, astronomický a polarografický) postupně vznikalo pod hlavičkou Ústředí vědeckého výzkumu, založeného v roce 1949. Obě struktury byly společně s výzkumným zázemím Královské české společnosti nauk, Masarykovy akademie práce a Československé národní rady badatelské převedeny v roce 1952 do nově založené Československé akademie věd (ČSAV). Do ní přešla i zařízení dosud působící pod ministerstvem školství – např. Státní ústav archeologický, Státní historický ústav vydavatelský, Orientální ústav, Slovanský ústav.
ČSAV vznikla 17. listopadu 1952 jako vrcholná vědecká instituce spojující v sobě učenou společnost a soustavu výzkumných pracovišť soustředěných většinou na území českých zemí (na Slovensku působily ústavy Slovenské akademie věd, která byla autonomní součástí ČSAV). Přestože věda až do pádu komunistického režimu v roce 1989 čelila silnému ideologickému tlaku, udržovala si tvůrčí potenci. Nalézala tak (i když v jednotlivých oborech a obdobích různě) cestu ke světové vědecké komunitě. Svědčí o tom například udělení Nobelovy ceny za chemii Jaroslavu Heyrovskému v roce 1959 nebo světové uznání, kterého se dostalo Ottu Wichterlovi za vynález kontaktních čoček. 
ČSAV zanikla k 31. prosinci 1992. K témuž dni vznikla Akademie věd ČR, která se přihlásila nejen k vědeckému odkazu ČAVU, ale i dalších předchůdkyň. Sídlem ústředí Akademie je budova Akademie věd České republiky v Praze na Starém Městě, Národní č.p. 1009/3. Nachází se v ní i Galerie Věda a umění, kde pracoviště připravují výstavy pro veřejnost. Instituce pravidelně pořádá popularizační akce, kde přibližuje vědu a výzkumy veřejnosti: vědecký festival Týden Akademie věd ČR, festival Týden mozku, který představuje objevy a trendy v neurovědách, a Veletrh vědy, největší vědecký veletrh v Česku. 

## Organizační struktura
V čele Akademie věd stojí předseda či předsedkyně jmenovaní prezidentem republiky na návrh Sněmu, který projednává vláda. Funkční období předsedy je čtyři roky, funkci nelze zastávat déle než dvě po sobě jdoucí funkční období.
Nejvyšším samosprávným orgánem Akademie věd je Sněm, jehož funkční období je čtyři roky a který se schází dvakrát ročně. Členy jsou kromě ředitelů pracovišť AV ČR a jejich volených zástupců také představitelé vysokých škol, státní správy, průmyslu, obchodních kruhů, bank a významní domácí a zahraniční vědci. V roce 2025 měl sněm 276 členů.
Výkonným orgánem je Akademická rada, kterou tvoří předseda, místopředsedové, předseda Vědecké rady a další členové volení ze členů Sněmu na základě návrhů pracovišť. Funkční období Akademické rady je čtyři roky. 

### Předsedové Akademie věd
- 1. leden 1993 – 25. únor 1993: Jiří Velemínský (předseda Výboru pro řízení pracovišť Československé akademie věd, než byla provedena řádná volba vedení)
- 25. únor 1993 – 27. březen 2001: Rudolf Zahradník
- 27. březen 2001 – 24. březen 2005: Helena Illnerová
- 24. březen 2005 – 24. březen 2009: Václav Pačes
- 24. březen 2009 – 24. březen 2017: Jiří Drahoš
- 25. březen 2017 – 24. březen 2025: Eva Zažímalová
- 25. března 2025 – dosud: Radomír Pánek

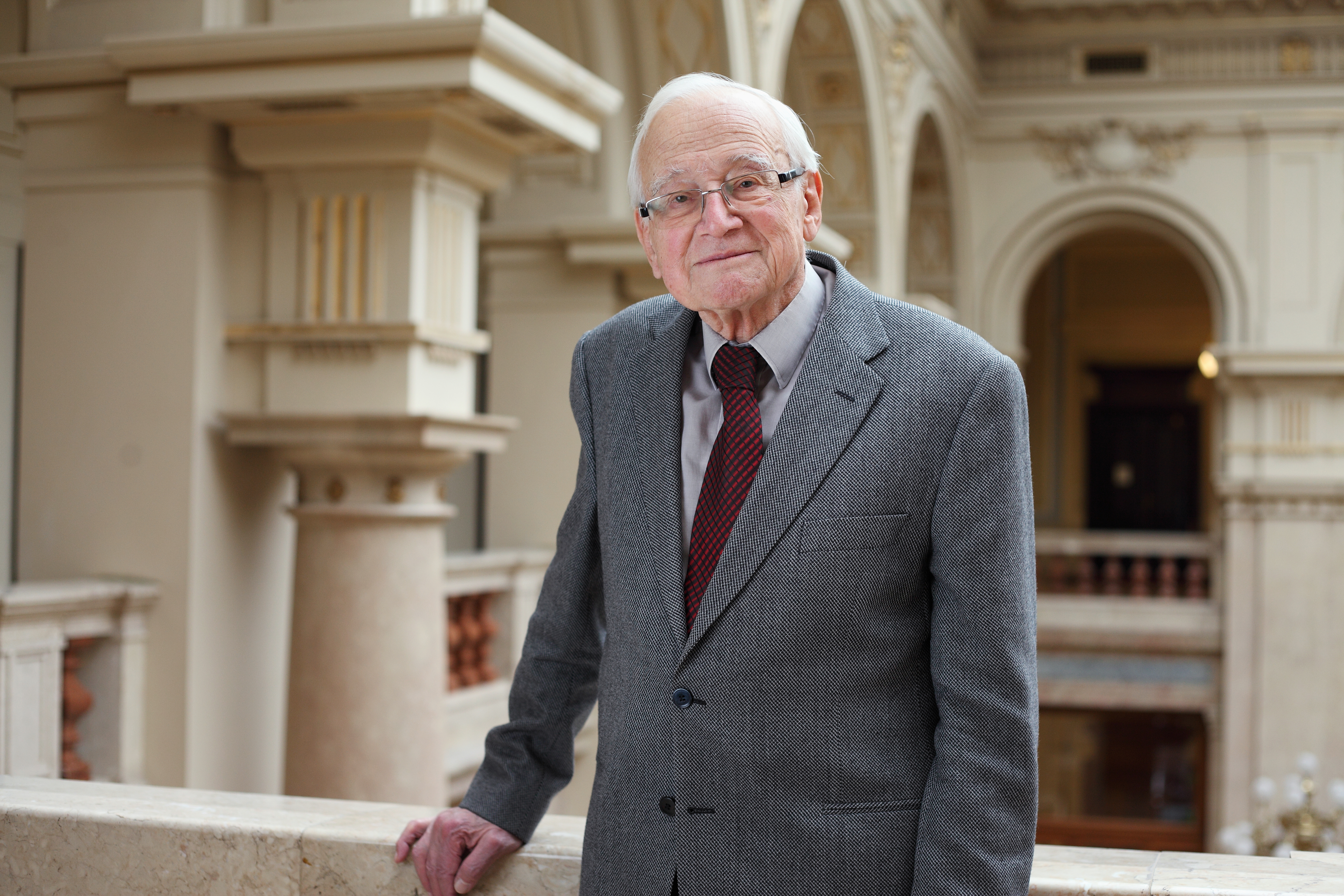
Rudolf Zahradník
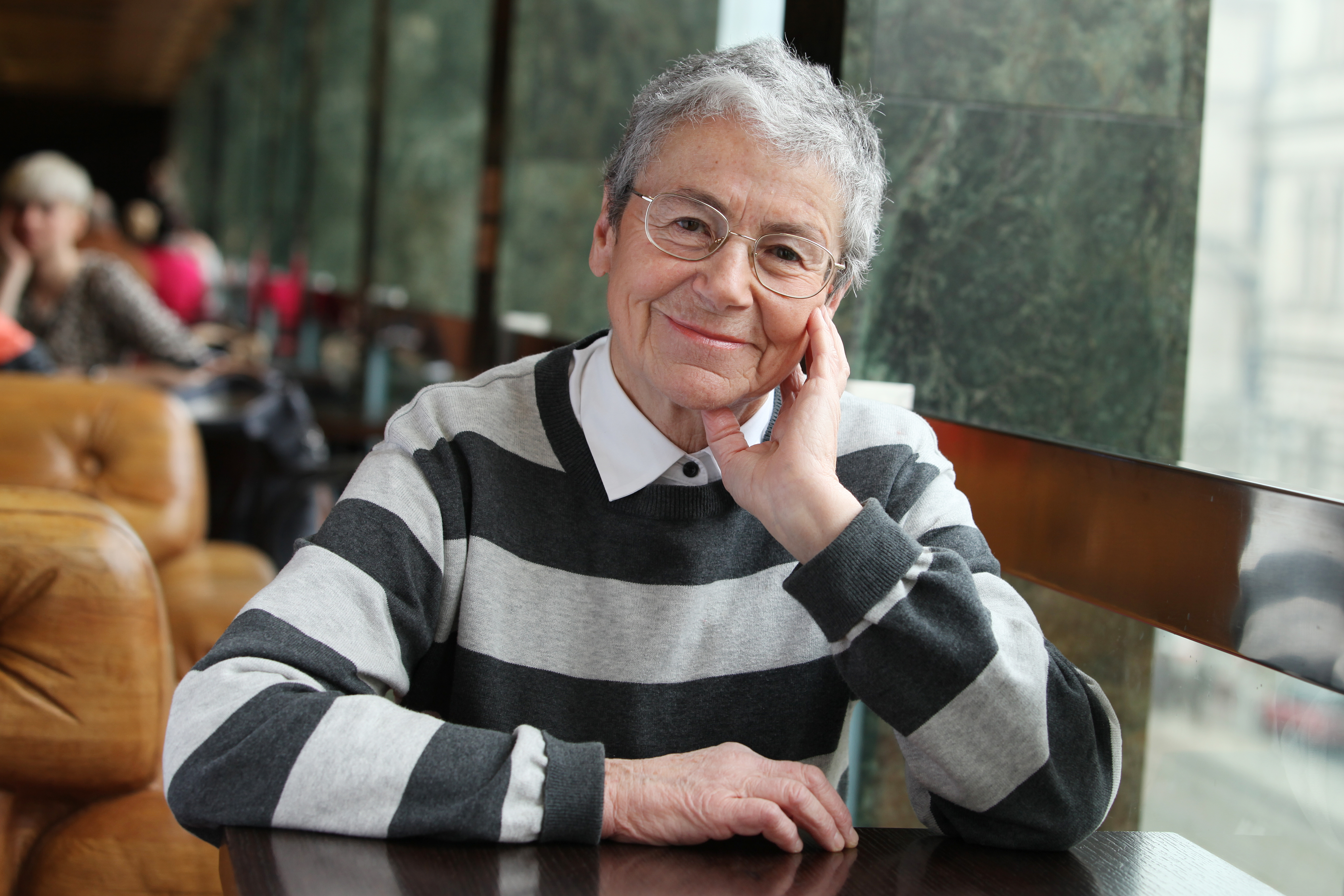
Helena Illnerová
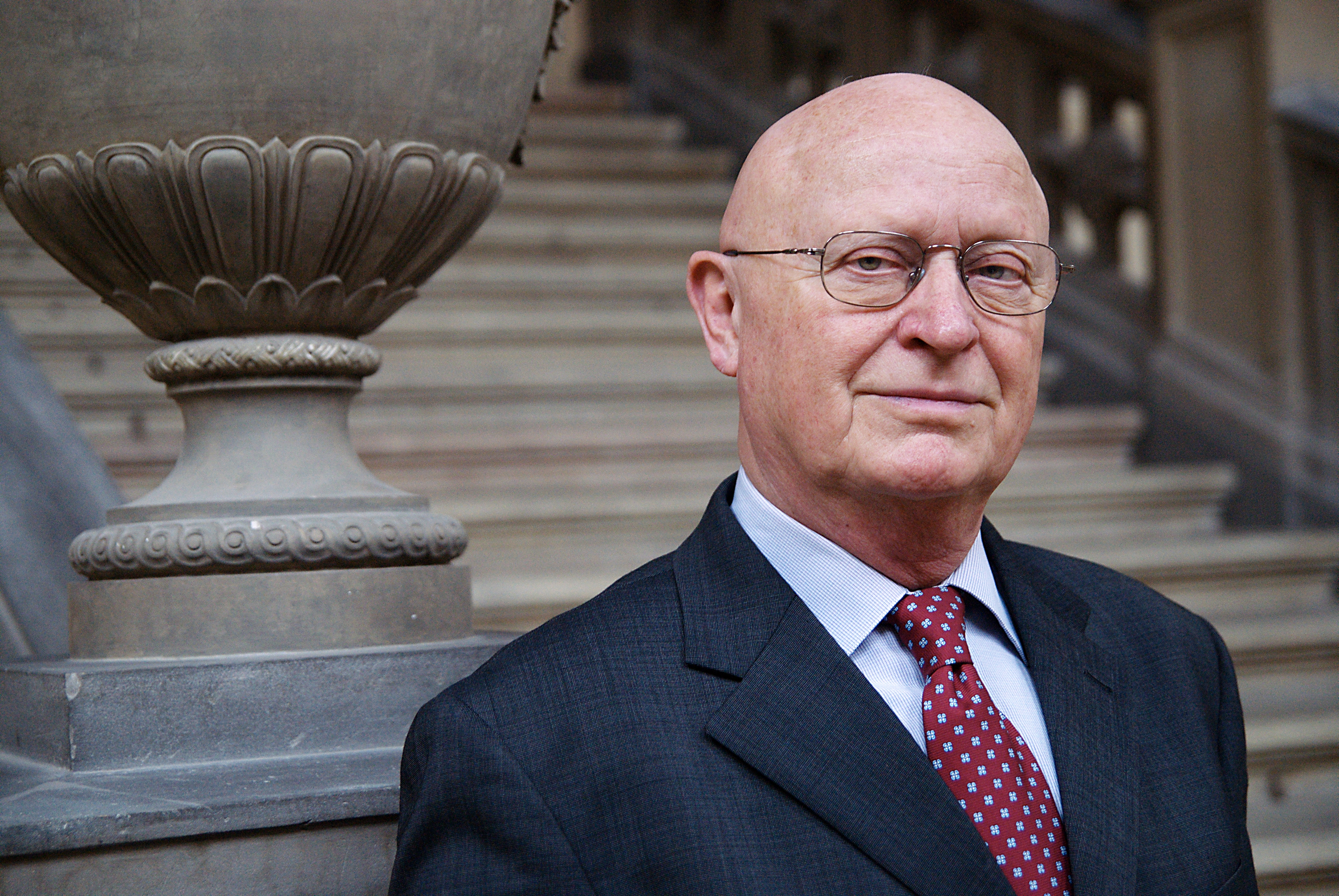
Václav Pačes
Jiří Drahoš
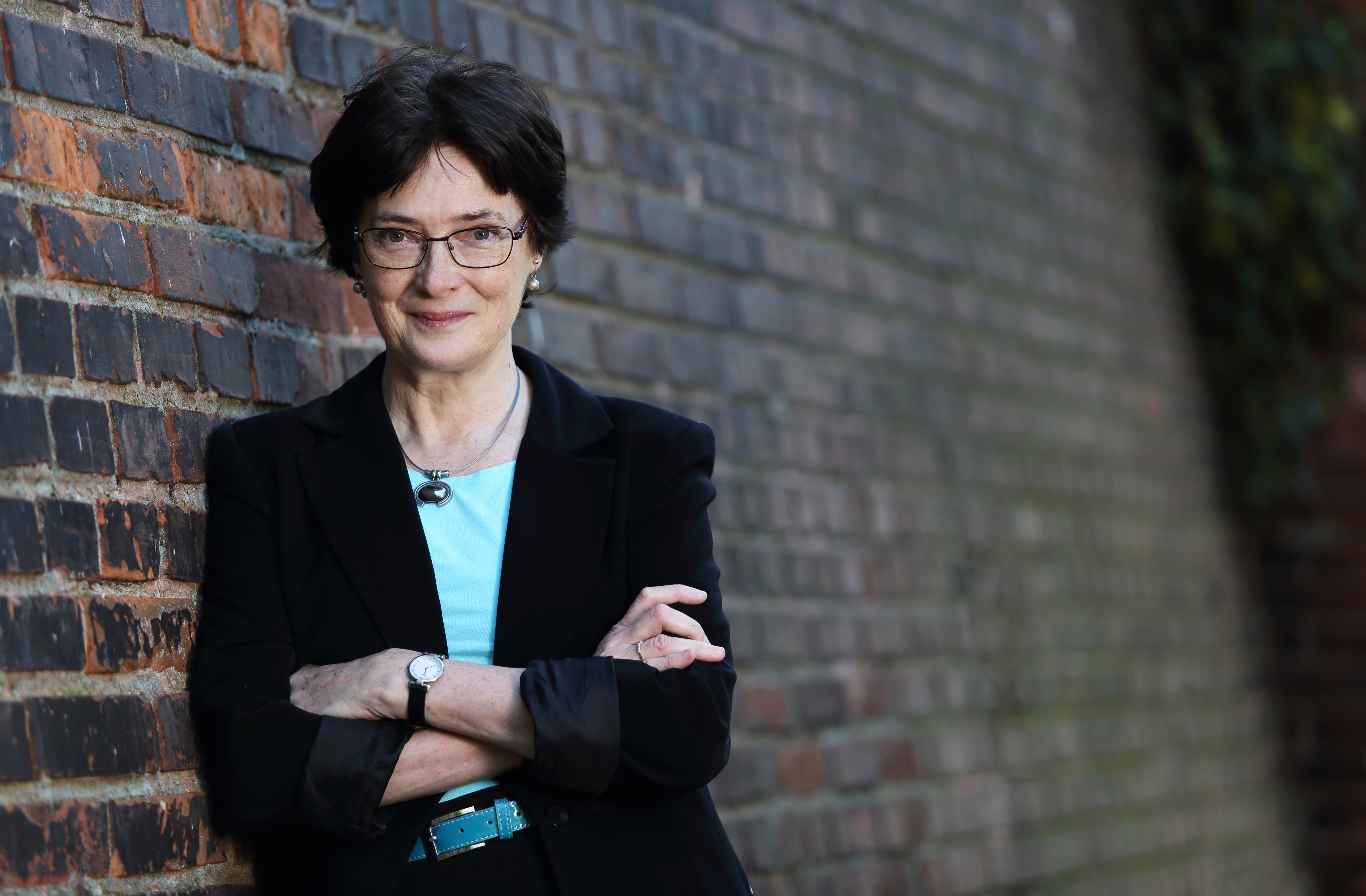
Eva Zažímalová
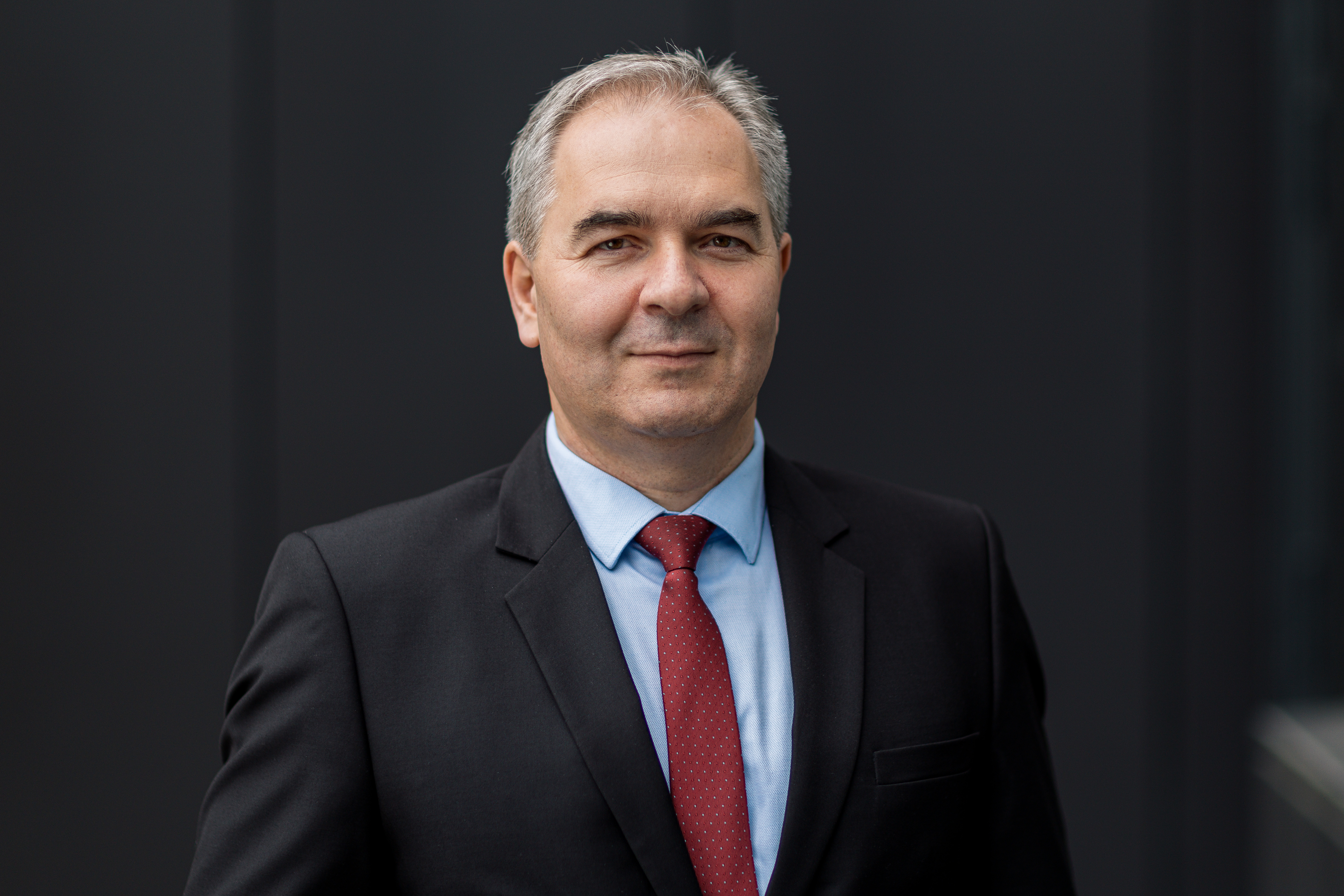
Radomír Pánek

### Ústavy Akademie věd
Z 54 veřejných výzkumných institucí zřízených Akademií věd dvě také zajišťují infrastrukturu pro výzkum. Jednotlivá vědecká pracoviště se podle svého zaměření dělí do tří vědních oblastí: oblast věd o neživé přírodě, oblast věd o živé přírodě a chemických věd a oblast humanitních a společenských věd. Výzkum pokrývá široké spektrum vědních oborů a má charakter od vysoce specializovaného až po multidisciplinární, přesahující hranice jednotlivých oblastí věd. Cílem je rozvoj na mezinárodní úrovni, který respektuje aktuální potřeby české společnosti a domácí kultury. 
Různá pracoviště Akademie věd ČR se nacházejí ve všech regionech republiky – ať už jsou to samotné ústavy, laboratoře, výzkumné stanice, muzea, či observatoře (jejich lokace jsou uvedeny na mapě pracovišť).

#### Oblast věd o neživé přírodě

##### Sekce matematiky, fyziky a informatiky

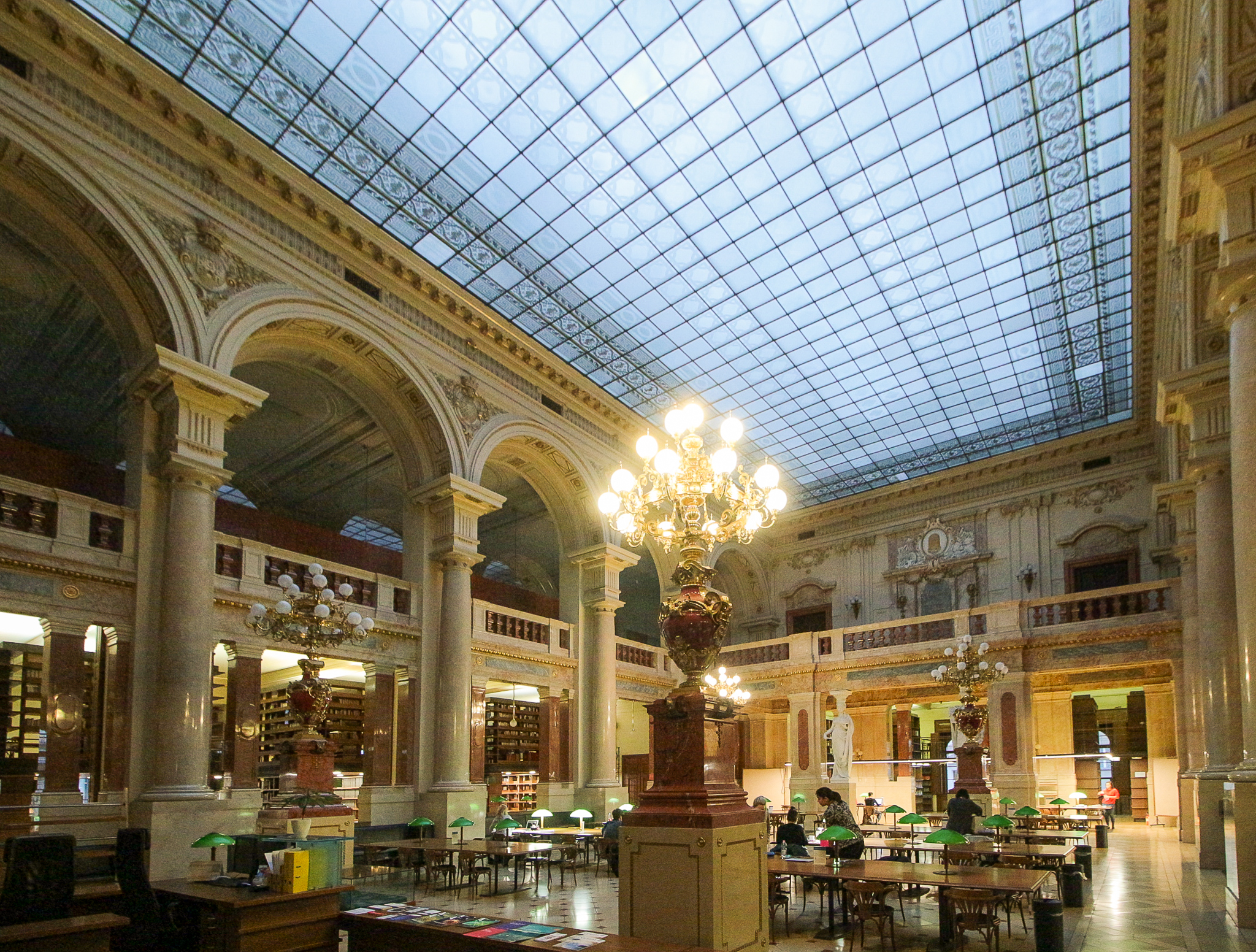
Interiér budovy Akademie věd v Praze na Národní ulici

- Astronomický ústav AV ČR (Ondřejov)
- Fyzikální ústav AV ČR (Praha)
- Matematický ústav AV ČR (Praha)
- Ústav informatiky AV ČR (Praha)
- Ústav jaderné fyziky AV ČR (Řež)
- Ústav teorie informace a automatizace AV ČR (Praha)

Výzkumná činnost sahá od oborů čistě teoretických až po aplikované disciplíny, od mikrosvěta elementárních částic až po kosmické záření, od interakcí složitých pochodů v mozku či klimatických dějů až po umělou inteligenci.

##### Sekce aplikované fyziky
- Ústav fotoniky a elektroniky AV ČR (Praha)
- Ústav fyziky materiálů AV ČR (Brno)
- Ústav fyziky plazmatu AV ČR (Praha)
- Ústav přístrojové techniky AV ČR (Brno)
- Ústav teoretické a aplikované mechaniky AV ČR (Praha)
- Ústav termomechaniky AV ČR (Praha)

Základní fyzikální zákony jsou v ústavech této sekce východiskem pro špičkový interdisciplinární výzkum nových struktur a makroskopických vlastností pevných látek, tekutin a plazmatu. Bádání má široký potenciál využití v nejrůznějších oblastech vědy, techniky i běžného života.

##### Sekce věd o Zemi
- Geofyzikální ústav AV ČR (Praha)
- Geologický ústav AV ČR (Praha)
- Ústav fyziky atmosféry AV ČR (Praha)
- Ústav geoniky AV ČR (Ostrava)
- Ústav pro hydrodynamiku AV ČR (Praha)
- Ústav struktury a mechaniky hornin AV ČR (Praha)

Výzkum se soustředí na globálně kontinentální fyzikální a geologické problémy složení, struktury a vývoje zemského tělesa včetně jeho plynného obalu a lokálně regionální vlastnosti vnitřní struktury území České republiky, jež v evropském kontextu představuje unikátní geologickou formaci.

#### Oblast věd o živé přírodě a chemických věd

##### Sekce chemických věd
- Ústav analytické chemie AV ČR (Brno)
- Ústav anorganické chemie AV ČR (Řež)
- Ústav chemických procesů AV ČR (Praha)
- Ústav fyzikální chemie J. Heyrovského AV ČR (Praha)
- Ústav makromolekulární chemie AV ČR (Praha)
- Ústav organické chemie a biochemie AV ČR (Praha)

Chemický výzkum navazuje na tradici, o kterou se zasloužili významní čeští chemici, například Rudolf Brdička, Jaroslav Heyrovský, František Šorm či Otto Wichterle. Zastřešuje experimentální i teoretické výzkumy jak v oborech fyzikální, organické, makromolekulární a analytické chemie, tak v biochemii a v oblasti chemicko-inženýrského výzkumu.

##### Sekce biologických a lékařských věd
- Biofyzikální ústav AV ČR (Brno)
- Biotechnologický ústav AV ČR (Vestec)
- Fyziologický ústav AV ČR (Praha)
- Mikrobiologický ústav AV ČR (Praha)
- Ústav experimentální botaniky AV ČR (Praha)
- Ústav experimentální medicíny AV ČR (Praha)
- Ústav molekulární genetiky AV ČR (Praha)
- Ústav živočišné fyziologie a genetiky AV ČR (Liběchov)

Cílem výzkumů badatelů této sekce je poznávání procesů probíhajících v živých systémech – od úrovně molekul přes buňky až k celým organismům, tedy virům, bakteriím, houbám, rostlinám a živočichům.

##### Sekce biologicko-ekologických věd
- Biologické centrum AV ČR (České Budějovice)
  - Entomologický ústav AV ČR
  - Hydrobiologický ústav AV ČR
  - Parazitologický ústav AV ČR
  - Ústav molekulární biologie rostlin AV ČR
  - Ústav půdní biologie a biogeochemie AV ČR
- Botanický ústav AV ČR (Průhonice)
- Ústav biologie obratlovců AV ČR (Brno)
- Ústav výzkumu globální změny AV ČR (Brno)

Pracoviště získávají nové poznatky o vztazích mezi jednotlivými organismy navzájem, včetně parazitů a jejich hostitelů, mezi organismy a jejich životním prostředím, o vlivu člověka na fungování ekosystémů a na jeho změny.

#### Oblast humanitních a společenských věd

##### Sekce sociálně-ekonomických věd
- Knihovna AV ČR (Praha)
- Ekonomický ústav AV ČR (Praha)
- Psychologický ústav AV ČR (Brno)
- Sociologický ústav AV ČR (Praha)
- Ústav státu a práva AV ČR (Praha)

Předmětem bádání je komplexní problematika společnosti a jejích transformací ve všech oblastech života: ekonomikou počínaje přes změny v sociální struktuře až po proměnu právního systému, což se odráží i ve sférách, jež studují psychologie a sociologie.

##### Sekce historických věd
- Archeologický ústav AV ČR, Brno (Brno)
- Archeologický ústav AV ČR, Praha (Praha)
- Historický ústav AV ČR (Praha)
- Masarykův ústav a Archiv AV ČR (Praha)
- Ústav dějin umění AV ČR (Praha)
- Ústav pro soudobé dějiny AV ČR (Praha)

Historické vědy se zaměřují především na výzkum dějin v širším mezinárodním kontextu a vývoj od pravěku až po zcela nedávnou minulost s důrazem na otázky, které spoluvytvářejí národní a kulturní identitu.

##### Sekce humanitních a filologických věd
- Etnologický ústav AV ČR (Praha)
- Filosofický ústav AV ČR (Praha)
- Orientální ústav AV ČR (Praha)
- Slovanský ústav AV ČR (Praha)
- Ústav pro českou literaturu AV ČR (Praha)
- Ústav pro jazyk český AV ČR (Praha)

Bádání významná pro celonárodní kulturu a vzdělanost, pokrývající dlouhé časové období od počátků filozofie a písemnictví až po dnešek, má na starosti šestice ústavů, jejichž výzkumy přispívají k poznání a ochraně kulturního dědictví našeho i jiných národů.

### Ostatní
- Středisko společných činností AV ČR (Praha)
- Sdružení moravských pracovišť AV ČR (Brno)
- Komorní orchestr Akademie Praha (Praha)

### Zrušené ústavy AV ČR
- Ústav etiky a religionistiky AV ČR
- Farmakologický ústav AV ČR
- Geografický ústav AV ČR
- Prognostický ústav
- Ústav dějin střední a východní Evropy AV ČR
- Kabinet pro studium českého divadla
- Ústav systémové biologie a ekologie AV ČR (→ Centrum pro výzkum biodiverzity)
- Centrum výzkumu globální změny AV ČR